# Vagina dentata
La locuzione latina vagina dentata deve la sua fama nel mondo occidentale in primo luogo a Sigmund Freud, che la trovava particolarmente corrispondente alle sue teorie sull'ansia da castrazione. Freud diede questo nome al fenomeno, ispirato da varie leggende riguardanti donne con vagine che contenevano denti o altre armi, con le quali erano in grado di uccidere o evirare il partner.
Queste immagini appaiono frequentemente in miti provenienti da zone anche molto distanti fra loro, come la costa nord-occidentale del Nord America e l'Asia sud-orientale, dove le leggende riguardanti la rimozione dei genitali sono molto diffuse. Le Sheela na Gig, immagini femminili provenienti dall'Irlanda e dalla Gran Bretagna, sono da vedersi come un'immagine del sesso femminile vorace e minaccioso anche se sprovvisto di denti. Secondo la studiosa Barbara Walker questo mito ha dato origine alla rappresentazione nell'Europa medievale della porta dell'Inferno vista come una gigantesca bocca, storia che serviva anche da metafora del rischio di contrarre malattie attraverso rapporti sessuali con donne sconosciute.

## Le vere vagine dentate
In realtà non possono esistere formazioni simili a denti all'interno della vagina. Le cisti dermoide sono particolari formazioni, composte da cellule (queste cellule sono formate dagli strati superficiali della pelle dell'embrione) che diventeranno capelli, denti, ossa; quando si localizzano in una zona del corpo non corretta formano delle cisti contenenti appunto capelli, abbozzi di ossa, denti e grasso. Esse però non hanno quasi mai localizzazione vaginale (spesso si trovano vicino all'ovaio, quindi all'interno dell'addome) e quando (è stato descritto un solo caso in letteratura) la sede è la vagina, si parla appunto di cisti, quindi le eventuali formazioni dentarie sono racchiuse dall'involucro della cisti stessa. La vagina dentata è quindi un mito assoluto.

## Nella cultura di massa
Di seguito un elenco di riferimenti a questa leggenda in varie forme espressive.

### Libri e fumetti
- Questa leggenda viene citata brevemente nel romanzo Christine di Stephen King e nel romanzo Hyperion di Dan Simmons, quando il protagonista ha un rapporto con un demone femminile provvisto di lame.
- Nel romanzo American Gods di Neil Gaiman una giovane ragazza africana evita di essere stuprata dicendo di essere una strega provvista di una vagina dentata; nello stesso libro, una prostituta rivela di essere una divinità (cioè Bilqis, la regina di Saba) quando fa entrare un uomo intero nella sua vagina.
- Nel romanzo Dr. Adder di K. W. Jeter, il protagonista procura chirurgicamente mutilazioni particolari, tra cui l'innesto di denti di squalo nella vagina di una prostituta che si vuole vendicare di un uomo.
- Nel libro Snow Crash di Neal Stephenson la ragazza "Y.T." afferma più volte (soprattutto quando c'è un uomo eccitato sessualmente da lei) che la sua "dentata" la proteggerà da ogni tentativo di stupro. Questa è in effetti un meccanismo che deve essere tolto prima dei rapporti sessuali ed è in grado di iniettare sostanze narcotiche.
- Nel libro di Mario Vargas Llosa Il Paradiso è altrove, la vagina dentata è nominata attraverso un incontro di Paul Gauguin con una nota prostituta sudamericana, i cui denti vaginali provocano, anziché la castrazione, una piacevole sensazione di solletico.
- Il tema ritorna nel libro Cristóbal Nonato di Carlos Fuentes. In Messico una ragazza che sceglie di diventare la nuova icona del paese si fa impiantare nella vagina denti ricoperti di gioielli, e più avanti un uomo si accoppia con lei grazie a un preservativo di legno.
- Nel romanzo di Russell Hoban Riddley Walker, la personificazione della Morte è "Auntie", una donna con "denti tra le gambe".
- I romanzi di Julian May del ciclo dell'Esilio nel Pliocene raccontano delle donne Firvulag che posseggono un tale "equipaggiamento".
- Nel manga di Mohiro Kitoh Narutaru uno dei "draghi" che appaiono si chiama Vagina dentata.
- Nella raccolta A caso di Tommaso Landolfi è presente un racconto, Osteria del numero venti, il cui elemento protagonista è una vagina dentata.
- Roberto Lionetti e Luisa Iovine hanno scritto un saggio sul mito della vagina dentata, intitolato 32 simboli. Denti, morsi e vagine dentate. (Trieste, Edizioni della Libreria Einaudi, 2004).
- Nel manga Devilman (di Gō Nagai) uno dei primi demoni incontrati dal protagonista ha le sembianze di una donna mostruosa con un volto orribile e dalla bocca piena di denti appuntiti al posto della vagina.
- Nel romanzo del 1993 di Rieko Matsuura L'alluce P, la protagonista incontra, nel suo cammino di vita, una compagnia di feak chiamata "Flower Show", specializzata in spettacoli erotici; membro della compagnia è Sachie, dotata, per l'appunto, di una vagina dentata.

### Cinema
- A questo argomento è dedicato il film Denti[2] (Teeth), di Mitchell Lichtenstein, presentato al Sundance Film Festival 2007.
- Una specie di vagina dentata era compresa tra i primi bozzetti realizzati da Hans Ruedi Giger per decidere l'aspetto del mostro Alien.
- Nel film The Wall dei Pink Floyd una sequenza animata raffigura il protagonista Pink confrontarsi con una creatura simile a una vagina che si apre rivelando file di denti minacciosi.
- Un altro film in cui questa leggenda viene letta in un contesto occidentale è Liquid Sky di Slava Tsukerman, in cui una delle protagoniste dice di aver ricevuto questa peculiarità dagli extraterrestri per uccidere i suoi amanti.
- Nel film Velluto blu (Blue Velvet) di David Lynch la macchina da presa indugia su un oggetto appeso accanto a un letto, su una parete altrimenti spoglia, che ricorda molto una vagina dentata.
- Nel film d'animazione La città delle bestie incantatrici (Yoju Toshi) di Yoshiaki Kawajiri, il protagonista evita per poco la castrazione quando la donna ragno, un demone femminile, tenta di morderlo durante il sesso.
- Nel film Un boss sotto stress (Analyze That) quando Robert De Niro si sottopone al test delle macchie di Rorschach identifica una di esse come una vagina dentata.
- Nel secondo episodio del film Occhio, malocchio, prezzemolo e finocchio, il cui protagonista è il mago Gaspare Canestrari, in arte "Le grand Gaspar", interpretato da Johnny Dorelli, gli si presenta nello studio di quest'ultimo un marito la cui moglie soffre appunto del disturbo in argomento; in una scena, il suggerimento del mago è di rivolgersi ad un dentista.
- Esiste anche un film giapponese incentrato sull'argomento, dal titolo quanto mai esplicito Sexual Parasite: Killer Pussy.
- Nel film Blade: Trinity, tratto dall'omonimo fumetto Marvel, Hannibal King riferendosi a una vampira dice che "Ha i denti nella vagina".

### TV
- Nell'episodio della serie animata televisiva South Park intitolato Red Hot Catholic Love, quando il prete di South Park si reca in Vaticano per scoprire il motivo per cui i cattolici molestano i ragazzini, scopre tra le altre cose l'esistenza di una razza aliena di fede cattolica i cui membri femminili sono provvisti di vagina dentata, costringendo i maschi della specie a trovare "sollievo" altrove.
- In un episodio del Saturday Night Live, durante uno sketch di "Wayne's World", Wayne (Mike Myers) rispose a una battuta sarcastica fatta da un ospite con un commento sulla sua "vagina dentata".
- Nella terza stagione della serie televisiva American Horror Story uno dei personaggi principali, la strega Zoe Benson, ha dimostrato la capacità di scatenare violente e mortali emorragie interne negli uomini con cui aveva rapporti sessuali vaginali.
- Nella sesta puntata della prima stagione della serie televisiva Scream Queens, Chanel chiede a Chanel n.5 se la sua vagina "abbia i denti".

### Leggende e miti
- Una leggenda che circolava tra i soldati USA durante la guerra del Vietnam raccontava di prostitute alleate con i Viet Cong che inserivano all'interno delle loro vagine lame di rasoio o schegge di vetro per mutilare i Marines che avessero fatto sesso con loro.
- Un mito di una tribù di nativi del Sud America relativo all'"origine delle donne" afferma come dal cielo giunsero donne provviste di vagina dentata e rubarono agli uomini la carne che avevano posto sui tetti delle capanne, anche se alla fine gli uomini riescono a "ottenere il meglio" dalle vagine dentate, come accade in un altro similare mito della tribù Wichì.

### Internet
- Nella lista che circola su internet 50 reasons why "Return of the Jedi" sucks ("50 motivi per cui Il ritorno dello Jedi fa schifo"), la 50ª paragona il pozzo del sarlacc alla vagina dentata descritta da Freud.[3]
- Il webcomic Queen of Wands in una striscia usa la canzone Hakuna Matata sostituendo al testo normale le parole della famosa locuzione.[4]
- La vagina dentata appare anche nel webcomic Toy Division.[5]
- In una striscia del webcomic The Perry Bible Fellowship compare un alieno che si mimetizza con le sembianze di una donna provvista di una bocca parlante al posto della vagina.[6]

### Altro
- Un gruppo punk rock americano della fine degli anni settanta si chiamava Vagina Dentata Organ.
- Un gruppo industrial spagnolo dei primi anni ottanta si chiamava Vagina Dentata Organ, solo project del catalano Jordi Valls.
- Il gioco di ruolo Tribe 8 comprende una società segreta nella tribù Magdalene che si chiama "Dentata" e come simbolo ha un cuore con una fila di denti nel mezzo.
- Fredrik Thordendal, chitarrista dei Meshuggah, nel suo solo album Sol Niger Within suona un brano chiamato Cosmic Vagina Dentata Organ.
- Il mito ricorre alla "osteria n° 20" nel popolare ciclo omonimo di canzoni popolari.